# Бузок Комарова
Бузо́к Комаро́ва (Syrínga komaróvii) — вид двочасткових рослин роду Бузок (лат. Syrínga) родини маслинових (лат. Oleaceae). Вперше описаний австрійським ботаніком Камілло Карлом Шнайдером в 1910 році.

## Поширення та середовище проживання
Ендемік центрального Китаю, відомий в провінціях Ганьсу, Хубей, Шеньсі, Сичуань та Юньнань. Росте в чагарниках, лісах, на берегах річок і ярів.

## Ботанічний опис
Чагарник висотою 1,5—6 м.
Листя від довгасто-яйцюватої до еліптично-навідворітяйцюватої форми.
Суцвіття — хилена мітличка. Вінець квіток пурпурно-червоний, червоний або блідо-бузковий з білим.
Плід — подовжена коробочка.
Число хромосом — 2n = 46.

## Синоніми
Рівнозначні назви:
- Syringa glabra (C.K.Schneid.) Lingelsh.
- Syringa komarowii var. reflexa (C.K.Schneid.) Z.P. Jien ex M.C. Chang & X.L. Chen
- Syringa komarowii subsp. reflexa (C.K.Schneid.) P.S. Green & M.C. Chang
- Syringa komarowii var. sargentiana (C.K.Schneid.) C.K.Schneid.
- Syringa reflexa C.K.Schneid.
- Syringa sargentiana C.K.Schneid.
- Syringa villosa var. glabra C.K.Schneid.
- Syringa villosa f. glabra (C.K.Schneid.) C.K.Schneid.